# 中種子町立中種子中学校
中種子町立中種子中学校（なかたねちょうりつ なかたねちゅうがっこう）は、鹿児島県熊毛郡中種子町野間にある町立の中学校。中種子町で唯一の中学校である。

## 校区
- 中種子町全域

## 概要
- 2004年（平成16年） - 町内の4中学校を統合した新設校を野間中学校の敷地内に開校。体育館等一部は野間中学校の施設をそのまま使用し、本校舎等は新設された。